# Střední škola technická Jihlava
Střední průmyslová škola Jihlava je střední škola v Jihlavě, ve sídlem tř. Legionářů 3, . V roce 2014 došlo ke sloučení 3 škol s podobným zaměřením v Jihlavě a to ke sloučení Střední průmyslové škole Jihlava, Střední školy technické Jihlava a Střední školy automobilní Jihlava, sloučené školy se od září 2014 do 1. ledna 2025 nazývaly Střední škola průmyslová, technická a automobilní Jihlava. Od 1. ledna 2025 je nový název Střední průmyslová škola Jihlava.

## Historie
Historie Střední školy technické Jihlava je spjata se střediskem pracujícího dorostu (jinak též SPD), to vzniklo v Jihlavě v roce 1948. V roce 1952 vznikly na základě usnesení vlády č. V-19/0 státní pracovní zálohy při národním podniku Motorpal Jihlava a v roce 1957 došlo k jejich zrušení a učňovské středisko a odborné učiliště bylo zřízeno přímo v podniku. 1. září 1980 vznikl Střední odborné učiliště strojírenské na Polenské ulici čp. 2 v JIhlavě a od 1. září 1997 začala výuka teoretického vyučování v téže budově. 1. září 1998 bylo učiliště přejmenováno na Střední odborné učiliště strojírenské a Učiliště a od 1. dubna 2001 byla škola převedena pod Kraj Vysočina. Od 1. září 2007 byla škola přejmenována na Střední školu technickou v Jihlavě.
V dubnu roku 2005 (25. dubna) byl objekt školy na Tovární ulici čp. 4 převeden do vlastnictví města a posléze v něm byl vybudován obchodní dům City Park.

## Zaměření školy

### Elektroobory
- Elektrotechnika
- Mechanik Elektrotechnik
- (Mechatronika)
- Mechanik seřizovač
- Mechanik číslicově řízených strojů
- Mechanik elektrotechnik

### Tříleté učební obory zakončené výučním listem
Všechny níže uvedené vyučované obory jsou zahrnuty do Pravidel Rady kraje Vysočiny pro poskytování motivačních stipendií žákům vybraných oborů středních škol.
- Strojní mechanik (Zámečník)
- Nástrojař
- Elektrikář
- Elektrikář – silnoproud
- Obráběč kovů
- Kovář

### Nástavbové dvouleté studijní obory zakončené maturitní zkouškou
- Provozní technika
- Provozní elektrotechnika
- Elektrotechnika

### Nástavbové pomaturitní jednoleté studijní obory zakončené výučním listem
- Elektrikář
- Obráběč kovů

## Mimoškolní aktivity
- Sportovní kurzy: pro 1. ročník lyžařský, pro 3. ročník Chorvatsko
- Jazykový pobyt: pro 2. ročník (Anglie)
- Vlastní fotbalový tým
- Vybavená posilovna